# ۵۵۸ (قمری)
۵۵۸ (قمری)، پانصد و پنجاه و هشتمین سال در گاهشماری هجری قمری است. اول محرم این سال برابر با هفدهم دسامبر سال ۱۱۶۲ میلادی است.